# Nicocles abdominalis
Nicocles abdominalis är en tvåvingeart som beskrevs av Samuel Wendell Williston  1883. Nicocles abdominalis ingår i släktet Nicocles och familjen rovflugor.
Artens utbredningsområde är Kalifornien. Inga underarter finns listade i Catalogue of Life.